# Coeficiente de atrito
O coeficiente de atrito é um coeficiente adimensional que expressa a oposição que mostram as superfícies de dois corpos em contato ao deslizar um em relação ao outro. Geralmente é representado com a letra grega μ (mi).
O valor do coeficiente de atrito é característico de cada par de materiais, e não uma propriedade intrínseca do material. Depende de muitos fatores tais como o acabamento das superfícies em contato, a velocidade relativa entre as superfícies, a temperatura, etc…
Geralmente distinguem-se dois valores:
- Coeficiente de atrito estático (μe): É medido quando ambas as superfícies estão em repouso (sem se mover).
- Coeficiente de atrito dinâmico (μd): É medido quando uma ou ambas as superfícies estão em movimento (podem mover-se apenas uma ou as duas)

O coeficiente de atrito dinâmico (μd) é sempre menor que o coeficiente  de atrito estático (μe).